# 마오 주석 어록

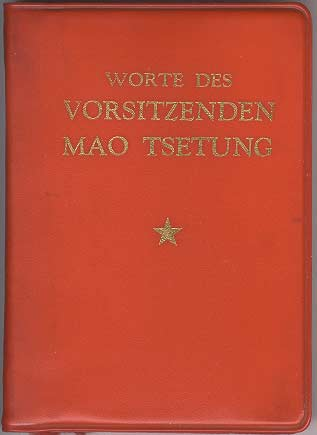
독일어판
(1972년 북경 출판)

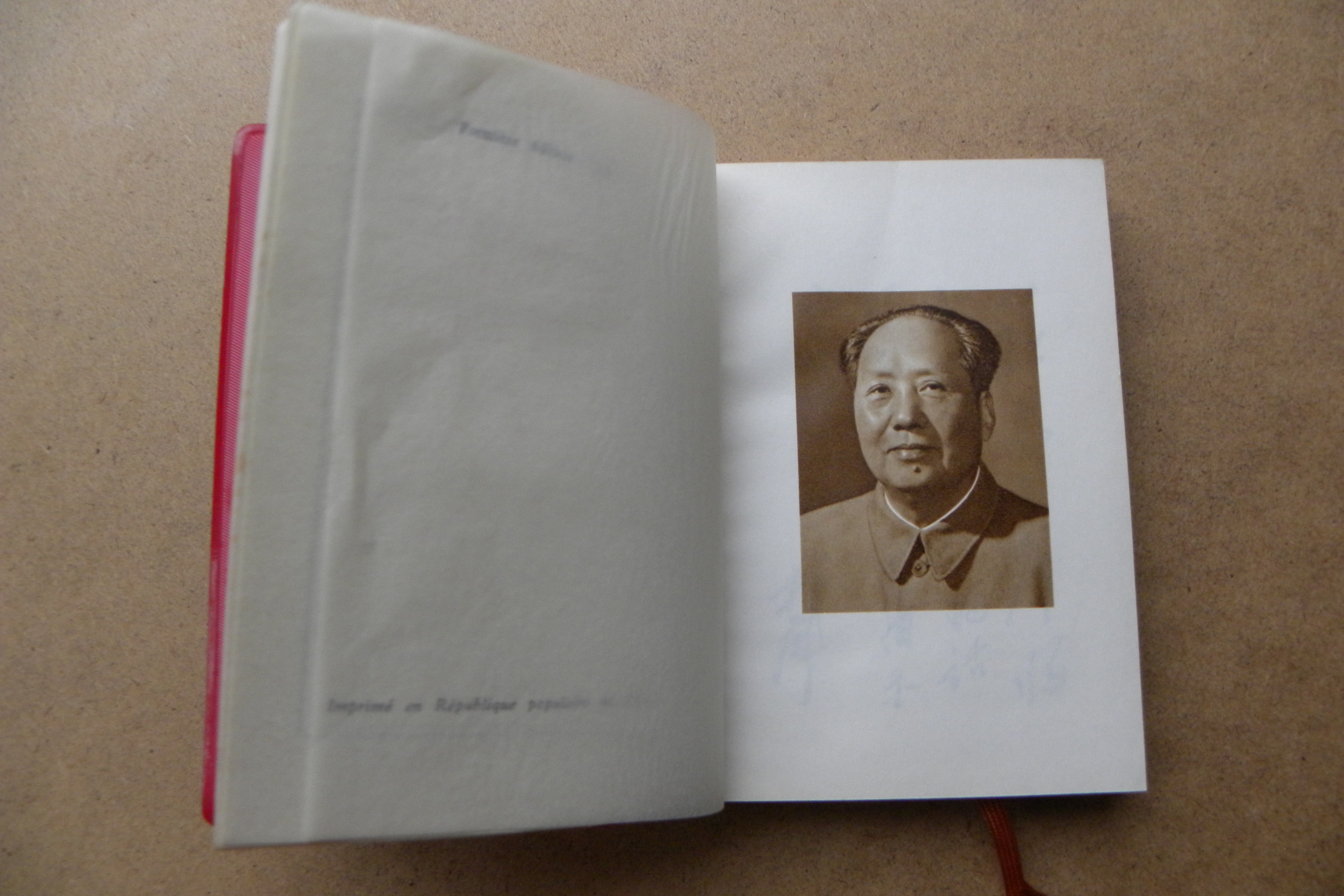
1966년 프랑스판의 마오

《마오 주석 어록》(중국어 간체자: 毛主席语录, 병음: Máo zhǔxí yǔlù 모주석어록[*])은 1964년에 중화인민공화국에서 출판되었다. 주로, 소홍서(小紅書, 영어: The Little Red Book)이라고 하며, 중화인민공화국에서는 ‘붉은 보서(중국어 간체자: 红宝书)’이라고도 한다.
이 책은 마오쩌둥 선집 및 강연, 지시 사항에서 중요한 말을 뽑아 전 33절로 나눠 펴낸 책이다. 각 장마다 표제어에 관련되어 모택동의 저작중에서 인용된 짧은 구절이 나왔다. 빨간 표지의 포켓판 크기인데 린뱌오가 국방상으로 재직할 때 인민해방군에서 편집하여 자신이 서문을 달아 출판했다.
이 책은 역사상 가장 많이 인쇄된 책중의 하나라고 한다. 이 책은 포켓사이즈로 출판되어 누구나 휴대하기 간편하게 가지고 다닐수 있도록 하였다. 이 책의 목적은 문화대혁명 동안 마오의 사상을 중국인들에게 스며들게 하기 위함이었다고 한다. 문화대혁명이 일어나자 홍위병을 비롯한 모든 사람들이 이 책을 행동 지침으로 삼았는데 마치 성경과 같이 여겨졌다고 한다. 문혁동안에 이 책은 누구나 휴대하여야 하는 것이 불문율이었다.
이 기간 동안 이 책은 학교나 군대에서 광범위하게 학습되었으며, 모든 산업 현장에서도 이 책이 행동규범이 되었다. 뿐만 아니라 이 책에 실린 어구가 모든 장소에 붉은 글씨의 표어로 내걸렸다. 심지어는 선전 포스터의 인물들도 이 책을 항상 휴대하고 있는 모습으로 그려졌다.
1976년 마오쩌둥의 사망 이후, 이 책의 영향력은 현저히 감소하였고, 《마오 주석 어록》을 강조하는 것은 중국 공산당 내부에서조차 지나친 것으로 비판받는다고 한다.

## 같이 보기
- 샤오훙수(레드노트/RedNote) - 소홍서 표기한자가 같음
- 녹색서
- 루흐나마
- 학습강국(쉐시창궈)
- 홍위병